# Оксана
Окса́на (рос. Оксана, біл. Аксана) — жіноче особове ім'я українського походження.

## Походження
У перекладі з грецької мови значення імені Оксана — «мандрівниця», «чужинка». Крім того, часто його трактують як «гостинна».
В індоіранских племенах, зокрема, в скіфів і сарматів, значення імені Оксана — «світла».
Найближчим еквівалентом є ім’я Ксенія, і жодне з них не є скороченням іншого. Широко використовується в Україні як самостійне ім'я.

## Відомі носійки
- Стешенко Оксана Михайлівна — українська письменниця та педагог.
- Петрусенко Оксана Андріївна — українська оперна співачка.
- Соловей Оксана Дмитрівна — українська письменниця, перекладачка, етнограф.
- Вікул Оксана Миколаївна — українська балерина.
- Білозір Оксана Володимирівна — Народна артистка України, міністр культури і мистецтв України.
- Забужко Оксана Стефанівна — сучасна українська поетеса, письменниця, літературознавиця.
- Яковлєва Оксана Миколаївна — українська біатлоністка, заслужений майстер спорту України (2007), член національної збірної команди України.